# Mirae Scientists Street Residential Tower
La Mirae Scientists Street Residential Tower (en hangeul : 미래과학자거리 레지던스 은하 타워), également appelée Mirae Unha Tower, Unha Tower (은하 타워) et Galaxy Tower, est un gratte-ciel situé dans l'arrondissement de Pyongchon à Pyongyang, la capitale de la Corée du Nord. Construit dans un style futuriste, il est le quatrième[réf. nécessaire] plus grand bâtiment de la ville et du pays avec ses 210 m et ses 53 étages.

## Historique
La tour se trouve en parallèle de la rue Mirae (en). Elle est construite en moins d'un an entre 2014 et 2015 avant d'être inaugurée le 15 novembre 2015.  